# Gungunum
Gungunum, în perioada 1868 î.Hr. - 1841 î.Hr., a fost conducătorul cetății Larsa  un oraș-stat antic  din Orientul Apropiat. El era amorit, fiul lui Samium. Era contemporan cu Lipit-Ishtar din Isin și a preluat controlul orașului Ur. 

## Legături externi
- Gungunum Year Names at CDLI